# Enfermedad inflamatoria sistémica de inicio neonatal
La enfermedad inflamatoria sistémica de inicio neonatal, conocida también como síndrome CINCA por las iniciales de su nombre en inglés (chronic infantile neurologic, cutaneous and articular) o NOMID (neonatal-onset multisystem inflammatory disease), es una enfermedad de origen genético y transmisión autosómica dominante que se incluye dentro del grupo de trastornos llamados síndromes periódicos asociados a criopirina. Este grupo de enfermedades genéticas presentan mutaciones localizadas en el cromosoma 1 humano, en el gen CIAS1 (también conocido como gen NLRP3)  que codifica la proteína criopirina. Es una de las enfermedades, junto con el síndrome De Muckle-Wells y la Urticaria Familiar Por Frío, asociadas a alteraciones del gen NLRP3.
Los síntomas aparecen poco después del nacimiento y consisten en fiebre recurrente, manifestaciones en la piel similares a la urticaria, episodios de inflamación de las articulaciones o artritis de gravedad variable que afecta sobre todo a las rodillas y en ocasiones dejan secuelas permanentes como retraso del crecimiento y contracturas musculares. También afectación del sistema nervioso central en forma de meningitis crónica e hidrocefalia que puede provocar retraso mental y convulsiones.